# Artem Zanin
Pour les articles homonymes, voir Zanin.
Artem Zanin (Артем Занин), né le 13 novembre 1986, est un escrimeur russe qui pratique le sabre.
Zanin remporte l'or dans l'épreuve de sabre par équipe aux championnats du monde 2010 en battant l'Italie par 45 touches à 41. Il remporte ce titre avec ses coéquipiers Alexey Yakimenko, Nikolay Kovalev et Veniamin Reshetnikov.

## Palmarès
- Championnats du monde d'escrime
  -  Médaille d'or au sabre par équipes aux Championnats du monde d'escrime 2010 à Paris